# Los Amos del Valle
Los Amos del Valle es una novela histórica escrita por el médico psiquiatra venezolano Francisco Herrera Luque, publicada en 1979, en la que se describe, con una mezcla de personajes ficticios y reales, la historia de Venezuela desde la época de la conquista del Valle de Caracas hasta el bautizo en la Catedral de Caracas de Simón Bolívar. El título de la obra hace referencia a las veinte familias mantuanas que regían los destinos de la ciudad de Caracas desde el siglo XVII, llegando a conformar una especie de "nobleza criolla" (Toro, Tovar, Palacios, Lovera, Bolívar, Herrera, Ponte, Ascanio, Ibarra, Vegas, de la Madriz, etc.).

## Argumento
La novela relata la historia de una ficticia rama de la familia mantuana Blanco (familia que también es protagonista de otras dos novelas anteriores del autor: Boves, el Urogallo y En la Casa del Pez que Escupe el Agua) en particular de los avatares de uno de sus miembros: Don Juan Manuel de Blanco y Palacios, descrito como el arquetipo del noble provinciano mantuano de la época de la Capitanía General; es conservador, arrogante y muy orgulloso de su casta y abolengo. En el trance de su muerte es transportado a una especie de limbo con características pesadillescas en donde se encuentra con miembros de su familia futura y pasada; conoce ahí a una vieja esclava llamada Rosalía, de la época de la conquista del valle de Caracas, que le revela poco a poco el verdadero origen y carácter poco edificante de sus ancestros, muy diferentes a las que, por tradición, había tomado como gente noble y ejemplar. 

## Contenido
A través de la saga de los antepasados de Don Juan Manuel, el autor describe cómo fue el establecimiento de Caracas como centro del poder desde el cual se ha regido el destino de Venezuela, el control del gobierno de la provincia por parte de las veinte familias de la oligarquía mantuana mediante la astucia, la intriga, la pretensión de supuestos ascendientes de nobleza y una particularmente despiadada manera de entender el poder, destacando el comercio del cacao y las tensiones sociales de la Venezuela colonial como unas de las principales causas de la independencia. La historia es desarrollada dando saltos, a veces abruptos, en espacio y tiempo, en el que se alterna el relato de las desventuras del personaje principal con la de sus antepasados, entremezclándose personajes ficticios e históricos; muchos de los personajes de la novela conocen o interactúan con celebridades históricas como la reina Isabel I de Inglaterra, Francis Drake, Felipe II, Carlos II el Hechizado, Fernando VI, Carlos III, George  Washington o Amyas Preston, además de otras personalidades. Por tanto el contexto en la que se desenvuelven los personajes de la novela es amplia, abarcando más de dos siglos de historia de la conquista, colonización y gobierno bajo el Imperio español de la Provincia de Caracas, lugar donde se desarrolla la mayor parte del relato. Muchos aspectos de la historia colonial, como la piratería en el Caribe, el importante papel e influencia que ejerció la Real Compañía Guipuzcoana y la Inquisición, el comercio del cacao, el mestizaje y el orden social colonial son tratados con gran detalle y colorido. En la novela, Herrera Luque incluso cuestiona algunas ideas históricas acerca de la fundación de Caracas, el origen del nombre de la ciudad y del país. 
Esta obra convierte a Herrera Luque en uno de los autores venezolanos más prolijos y destacados del siglo XX.[cita requerida]